# Martín Luis Guzmán
Martín Luis Guzmán (6. října 1887, Chihuahua – 22. prosince 1976, Mexiko) byl mexický prozaik a novinář první poloviny 20. století.

## Život a dílo
Narodil se v Mexiku, jeho rodiči byli Martín Luis Guzmán Rendón a Carmen Franco Terrazas. Guzmán je společně s Marianem Azuelem považován za průkopníka revolučního románu, žánru inspirovaného zkušenostmi mexické revoluce z roku 1910. V letech 1914 až 1934 žil v exilu v Madridu a v New Yorku.
Jeho díla El aguila y la serpiente (1928, Orel a had) a La sombra del caudillo (1929, česky jako Krvavý déšť) zobrazují mexickou revoluci a její politické důsledky, které Guzmán poznal a osobně sa na nich podílel. Roku 1914 působil několik měsíců pod přímým velením generála Pancha Villy, jehož pětidílný životopis pod názvem Memorias de Pancho Villa (1936-1951) později napsal.

## Dílo
- El aguila y la serpiente (1928, Orel a had),
- La sombra del caudillo (1929, česky jako Krvavý déšť),
- Mina el mozo, héroe de Navarra, (1932),
- Memorias de Pancho Villa (1936-1951, Paměti Pancho Villy),
- Muertes históricas (1958),
- Crónicas de mi destierro (1963, Kronika mého exilu]).

## Česká vydání
- Krvavý déšť, Melantrich, Praha 1937, přeložil Zdeněk Šmíd,
- Orel a had, Práce, Praha 1947, přeložil Bohumil Svoboda.